# Mazamari
Mazamari es una localidad peruana, capital del distrito homónimo, ubicado en la provincia de Satipo en el departamento de Junín. Se encuentra a una altitud de 676 m s. n. m. Tenía 28 269 hab. según el censo de 2017 del INEI. En este distrito se encuentra la base de entrenamiento de la unidad policial Los Sinchis, creada en 1965.

## Clima
| Parámetros climáticos promedio de Mazamari | Parámetros climáticos promedio de Mazamari | Parámetros climáticos promedio de Mazamari | Parámetros climáticos promedio de Mazamari | Parámetros climáticos promedio de Mazamari | Parámetros climáticos promedio de Mazamari | Parámetros climáticos promedio de Mazamari | Parámetros climáticos promedio de Mazamari | Parámetros climáticos promedio de Mazamari | Parámetros climáticos promedio de Mazamari | Parámetros climáticos promedio de Mazamari | Parámetros climáticos promedio de Mazamari | Parámetros climáticos promedio de Mazamari | Parámetros climáticos promedio de Mazamari |
| Mes                                        | Ene.                                       | Feb.                                       | Mar.                                       | Abr.                                       | May.                                       | Jun.                                       | Jul.                                       | Ago.                                       | Sep.                                       | Oct.                                       | Nov.                                       | Dic.                                       | Anual                                      |
| ------------------------------------------ | ------------------------------------------ | ------------------------------------------ | ------------------------------------------ | ------------------------------------------ | ------------------------------------------ | ------------------------------------------ | ------------------------------------------ | ------------------------------------------ | ------------------------------------------ | ------------------------------------------ | ------------------------------------------ | ------------------------------------------ | ------------------------------------------ |
| Temp. mín. media (°C)                      | 19.1                                       | 19.1                                       | 18.7                                       | 18.3                                       | 17.3                                       | 16.2                                       | 16                                         | 16.6                                       | 17.5                                       | 18.4                                       | 18.6                                       | 18.6                                       | 17.9                                       |
| Fuente: climate-data.org                   |                                            |                                            |                                            |                                            |                                            |                                            |                                            |                                            |                                            |                                            |                                            |                                            |                                            |